# Egenocladiscus fragilis
Egenocladiscus fragilis là một loài bọ cánh cứng trong họ Cleridae. Loài này được Corporaal & van der Wiel miêu tả khoa học đầu tiên năm 1949.